# Neuendorf 28a (Quedlinburg)

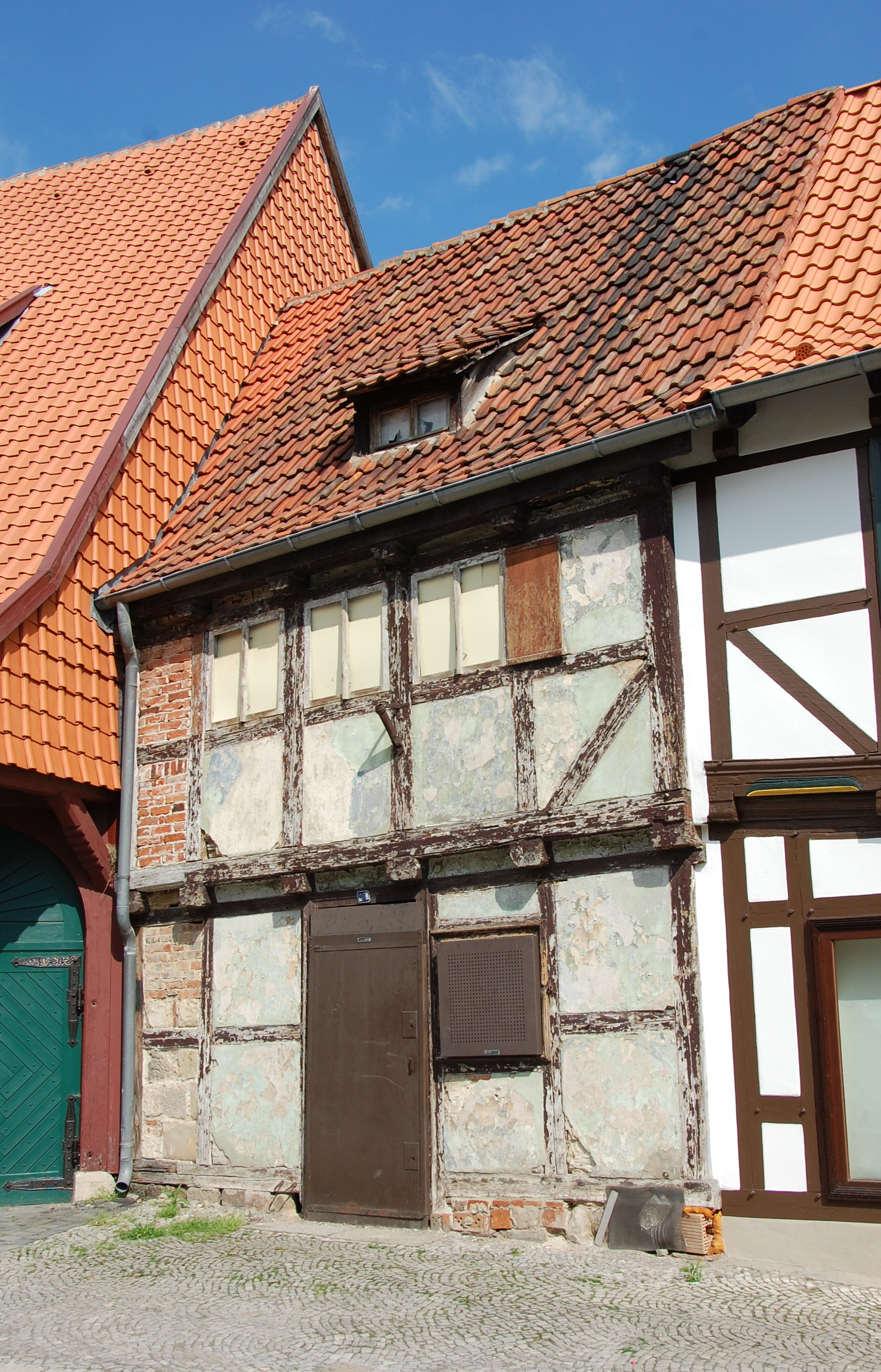
Haus Neuendorf 28a

Das Haus Neuendorf 28a ist ein denkmalgeschütztes Gebäude in der Stadt Quedlinburg in Sachsen-Anhalt. 

## Lage
Es befindet sich nordwestlich des Marktplatzes der Stadt auf der Ostseite der Straße Neuendorf und gehört zum UNESCO-Weltkulturerbe. Das Gebäude ist im Quedlinburger Denkmalverzeichnis als Wohnhaus eingetragen.

## Architektur und Geschichte
Das zweigeschossige schlichte Fachwerkhaus entstand in der Zeit um 1650. Das Fachwerk des Gebäudes ist durch eine weite Stellung der Ständer geprägt. Es besteht ein Fußband. Darüber hinaus gehört zum Anwesen eine Eingangstür im Stil des Spätbarock.
Derzeit (Stand 2013) steht das Gebäude leer und ist sanierungsbedürftig.